# Учасники таємної наради українських діячів 4-6 березня 1911 року

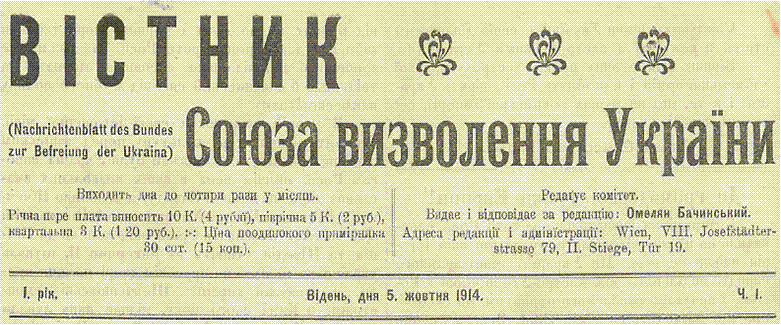
Вісник Союзу визволення України 1914 року

У списку представлені учасники таємної наради українських політичних діячів 4-6 березня 1911 року у Львові. Нарада відбулась напередодні Великої Війни, поряд із політизацією українського руху. Тоді український рух повстав на ідейне розмежування. 
Ініціаторами події стали українські соціал-демократи (УСДРП) Андрій Жук, Лев Юркевич та Володимир Степанківський. Таємна нарада спрямовувалась на посилення українського суспільно-політичного руху. До участі в нараді запросили також В'ячеслава Липинського, який отримав можливість публічно вказати свою політичну позицію і, зокрема, своє ставлення до демократії. 
Поштовх нараді дало відчуття загострення ситуації на Балканах, де перетиналися інтереси європейських імперій — Російської та Австро-Угорської. На територіях цих двох монархій проживали українці та їх могли залучити до лав своїх армій, що означало братовбивчу війну. 
Під час таємної наради чітко виокремилися дві політичні течії: «самостійники» (В'ячеслав Липинський), котрі відстоювали позицію, що українці в національно-визвольній боротьбі повинні спиратися на власні сили, та  «сепаратистичний» («молодоукраїнці») (Володимир Кушнір, Володимир Степанківський), які в боротьбі за справу національного визначення робили ставку на Австро-Угорщину як тактичний тимчасовий крок. Лев Юркевич висловлювався за «класове розв'язання проблеми». У дискусії з приводу ймовірної самостійності чи федерації України у складі Росії, В'ячеслав Липинський доводив необхідність створення власної незалежної держави, за що Лев Юркевич, порівняв його погляди з сіонізмом. 
Вже після таємної наради та тривалих дискусій між представниками політичних таборів за ініціативою Андрія Жука (на нараді займав «середню позицію») в листопаді 1912 року створено Український інформаційний комітет. Головою УІК обрано професора Романа Залозецького, заступником — Володимира Бачинського, секретарем — Андрія Жука. Останній став фактичним керівником комітету. Вже у грудні 1912 року у Кракові В'ячеслав Липинський написав програмний документ «Меморіал до Українського [Інформаційного] Комітету про наше становище супроти напруженої політичної ситуації в Європі», який мав на меті організацію боротьби за незалежну Україну в умовах можливого початку Світової війни.
Опісля, найголовніше завданням Українського інформаційного комітету пропаганда справи визволення України у Європі, привернення уваги до цієї проблеми урядів Австро-Угорщини та інших європейських діячів. Діяльність і політична платформа Українського інформаційного комітету склали основу створення у Львові 1914 року Союзу визволення України.

## Учасники таємної наради
| Повне ім'я               | Портрет | Партійна приналежність | Течія           |            |  |       |          |
| ------------------------ | ------- | ---------------------- | --------------- | ---------- |  | ----- | -------- |
| Повне ім'я               | Портрет | Партійна приналежність | Течія           | Андрій Жук |  | УСДРП | Центрист |
| Володимир Кушнір         |         | Безпартійний           | Молодоукраїнець |            |  |       |          |
| В'ячеслав Липинський     |         | Безпартійний           | Самостійник     |            |  |       |          |
| Володимир Степанківський |         | УСДРП                  | Молодоукраїнець |            |  |       |          |
| Лев Юркевич              |         | УСДРП                  | Марксист        |            |  |       |          |